# Johan Nilsson Kock
Johan Nilsson Kock (d.y.), född 1727 i Svensbyn, död 1807, var en regionalt känd storbonde, handelsman, företagare, nämndeman och häradsdomare. Känd för att stå i frontlinjen för böndernas rätt att handla med Stockholm i striden mot borgarna efter Norrlandskusten 1768-1773.

## Biografi
Johan Nilsson var son till Nils Johansson Kock och Margareta Eriksdotter. Fadern var son till Johan Nilsson Kock (d.ä.) och Brita Nilsdotter Kråka. Brita Nilsdotter Kråka härstammar från Kråka-släkten med rötter i Sunderbyn. Hennes farfars far var Hans Nilsson Kråka, den förste av Kråka-släkten i Svensbyn.
Johan Nilsson övertog föräldragården Edet nr 42 i Svensby. Han var intresserad av jordbruk och kom att få medalj "för visade drift med uppodling av kärr och hemmans förbättring".
Johan Nilsson var nämndeman vid häradsrätten 1768-1800 och senare blev han häradsdomare, vilket han var fram till sin död då han begravdes med titeln "häradsdomare".
Johan Nilsson var även handelsman. Anledningen varför han bör ihågkommas är att han ställde sig i bräschen gentemot (handels)borgarna efter Norrlandskusten vilka försökte hindra bönder från att segla med egna handelsskepp, kallade haxar, till Stockholm. Striden pågick 1768-1773.

### Striden mot borgarna efter Norrlandskusten 1768-1773
Redan i början på 1700-talet förbjöds bönder att handla med Stockholm annat än med egen "avel". Kronan ville främja de vid år 1621 nyanlagda städerna såsom Umeå, Piteå, Luleå och Torneå och därmed avgick oftast borgarna med seger i deras kamper att stoppa "bondeseglationer". Bönderna, i varje fall de välbeställda och företagsamma, hade dock handlat med Stockholm i många hundra år genom att segla med egenbyggda skepp.
Johan Nilsson hade tillsammans med 22 delägare byggt ett handelskepp och seglat till Stockholm sommaren 1768. Båten blev emellertid hållen med tvång kvar i Stockholm för att Piteåborgarna utverkat avreseförbud för att båten hade ett däck. Johan Nilsson skrev tillsammans med Carl Olofsson i Bureå i Skellefteå socken och Justus Larsson i Hörnå by i Umeå socken två gånger till kungen för att be honom lyfta reseförbuden för dem alla tre som belagts deras båtar. Begärandena avslogs.. Johan Nilsson hade emellertid ett nytt transportskepp, en haxe på 22 alnar längd och färdig 1773, gjord tillsammans med fem andra delägare. Piteåborgarna stoppade dock återigen seglatsen, denna gång från att avresa från Piteå, genom att utverka ett förbud mot haxar längre än 18 alnar för (handels)bönder. Striden avgjordes inte förrän år 1786 då Gustaf III tillät fria handelsseglatser för bönder.  I testamentet som upprättades vid hans hustru Britas död 1798 kommer det fram att han var delägare av fartyget "Stjernan".

## Familj
Gift i första giftet med Sophia Christiersdotter från Böle som dog sex månader efter giftermålet i barnssäng. Johan och Sophia hade inga gemensamma barn. 
Andra giftet med Brita Johansdotter, född 12 mars 1736 på Svensbyn nr 25, död 24 november 1798. Bland barnen kan nämnas deras dotter (Brita) Margareta Johansdotter Kock som gifte sig med Israel Andersson Bryggman på Pitholmen, Bryggaregården nr 18.